# 火星の水
「火星の水」（かせいのみず、原題: "The Waters of Mars"）は、イギリスのSFドラマ『ドクター・フー』の第4シリーズと第5シリーズの間に放送されたスペシャルシリーズの第3話。2009年11月15日に BBC One で初放送された。BBCアメリカで2009年12月19日に放送され、イギリスでは2010年1月11日に、アメリカでは2010年2月2日にDVDとブルーレイディスクが発売された。

## 概要
物語の舞台は2059年の火星で、10代目ドクター（演:デイヴィッド・テナント）は人間の最初のコロニーであるボーイ・ベース・ワンと出会う。指揮官のキャプテン・アデレイド・ブルック（演:リンジー・ダンカン）は人類の歴史において非常に重要な人物であることが判明する。ドクターは彼女の運命を知っているが、その運命に従うか、歴史を変えるか、ドクターは決断を迫られる。『ドクター・フー』の脚本家兼プロデューサーのラッセル・T・デイヴィスによると、本作は続く2エピソードと密接に関連するが、三部作の第1パートというわけではない。本作は2009年10月に死去したかつての『ドクター・フー』の脚本家兼プロデューサーのバリー・レッツに捧げられた。また、本作は2010年ヒューゴー賞映像部門短編部門でヒューゴー賞を受賞した。

## あらすじ
2059年11月21日の火星に到着したドクター。その頃の火星には“ボーイ・ベース・ワン”という人類初のコロニーが築かれていた。 そのコロニーで研究を続ける人々に危機が訪れる。飲料用にと火星の氷河から切り出した氷がウイルスで侵されていたのだ。研究員たちは次々とそのウイルスに感染し、見るもおぞましい姿となってしまう。ドクターと、コロニーの指揮官アデレードたちはコロニーを捨て、その場から脱出する決意をするが、“水のゾンビ”と化した研究員たちはドクターたちを執拗に追いかけてくる。 一方、この事件でコロニーの全員が死ぬことを知っていたドクターは、彼が研究者たちを救ってしまうと歴史を変えてしまうことになり、彼らを見殺しにするか救うかで苦悩する…。

## キャスト
主人公のドクター及びコンパニオンは太文字で表示。
- 10代目ドクター - デヴィッド・テナント
- アデレイド・ブルック  - リンジー・ダンカン 子供時代のアデレイド  - レイチェル・フューエル
- エド・ゴールド - ピーター・オブライエン
- ユーリ・ケレンスキー - アレクサンダー・ミキッチ
- ミア・ベネット - ジェンマ・チャン
- マギー・ケイン - シャロン・ダンカン=ブルースター
- タラク・イタル - チョーク・シブタイン
- アンドリュー・”アンディ”・ストーン - アラン・ラスコー
- ステフィ・エルリッヒ - コジマ・ショウ
- ローマン・グルーム - マイケル・ゴールドスミス
- エミリー - リリー・ベバン
- ミハイル - マックス・ボリンジャー
- アデレイドの父 - チャールズ・デアス
- ウルリカ・エルリッヒ - アヌーシュカ・ストラッフンズ
- リゼッタ・エルリッヒ - ゾフィア・ストラッフンズ
- ウード・シグマ - ポール・ケイシー

## 製作
「火星の水」は元々 "Red Chirstmas" という題でクリスマススペシャルとして考案されていた。本作に対応する『Doctor Who Confidential』のエピソードでは、ボーイ・ベース・ワンが "Life on Mars?" を作曲したデヴィッド・ボウイにちなんで名づけられたことが確かめられた。本作の撮影は2009年2月23日に始まった。2月の下旬にデイヴィッド・テナントやリンジー・ダンカンら俳優たちがニューポートのヴィクトリア・プレイスで撮影している姿が見られており、撮影は都市の通りで行われ、製作チームが作り物の雪をその場に撒いていた。温室のシーンはカーマーゼンシャーのウェールズ国立植物園で撮影された。また、"GADGET" という単語を刻まれた小型ロボットや、2008年のエピソード「囚われの歌」に登場したウード・シグマも撮影に姿を現した。『ドクター・フー』公式Webサイトで公開されたプロモーション画像にはそのロボットが姿を見せていた。
プロデューサーのニッキー・ウィルソンは女優リンジー・ダンカンの演じるキャプテン・アデレイド・ブルックについて「ドクターのこれまでのコンパニオンで最も賢く最も強い精神を持っている」と述べた。デイヴィッド・テナントは「えーっと、彼女は今までの他の人のようなコンパニオンとは本当に違う。彼女はドクターに対して凄く用心深いんだ。彼と付き合って夕日の中を走り去るような人ではないし、彼女はある種の男性指導者なんだ、本当に。だからドクターは彼女と一緒に居る時、普段とわずかに違う役割を担うことを学ばなくてはならないんだ。」と発言した。

## 予告編
本作の30秒のティーザー広告が前話「死の惑星」の放送直後に流れた。2009年7月9日に本作のショートクリップがオンラインで利用可能となり、同年7月28日に2009年コミコン・インターナショナルにはより長い予告編が上映され、直後にBBCのWebサイトに投稿された。2009年11月8日には BBC One で短い予告編が放送された。

## 放送と反応
「火星の水」の当夜の視聴者数は910万人で、Appreciation Index のスコアは88(Excellent)を記録した。BARBによる正確な統合された統計では、イギリスでの本放送の視聴者数は1032万人に達し、「火星の水」はその週で5番目に多く視聴された番組であった。
「火星の水」はアメリカで比較的高い数字を記録しており、視聴者は110万人を超え、その時点ではBBCアメリカでのゴールデンタイムで最高視聴率であった。日本では放送されていないが、他の2008年から2010年のスペシャルと共に2014年8月4日からHuluで配信が開始された。

### 批評家の反応
| 専門評論家によるレビュー | 専門評論家によるレビュー |
| レビュー・スコア         | レビュー・スコア         |
| 出典                     | 評価                     |
| ------------------------ | ------------------------ |
| The A.V. Club            | B+                       |
| CultBox                  | [ 29 ]                   |
| IGN                      | 9.5                      |
| PopMatters               | [ 31 ]                   |
| ラジオ・タイムズ         | [ 32 ]                   |

批評家の反応は一般に肯定的であった。ガーディアンのサム・ウォラストンは「優柔不断で混乱していて、時には単純に間違っているという、今まで見たことのないドクターの一面を見せてくれた」と高く評価し、ドクター役のテナントの在任期間については「役に人間性とユーモアをもたらしてくれた」と論評した。彼の唯一の批判は、小さなロボットに苛立ったということであった。デイリー・テレグラフのロバート・コルヴィルは本作とドクターのこれまでの頻繁な歴史介入との間の "明白な矛盾" を批判したが、シナリオについては「キャラクターの論理的な前進の中で、己の良心や好奇心とテナントが格闘する様子を見ることができた」と称賛した。ウォラストンと同様に、コルヴィルは「子どもが本作をどう評価するかは分からないが、テナントの最後の二部作の冒険のために興味をそそるように設定を組み上げた」と高く評価した。Zap2it のサム・マクファーソンは本作を10代目ドクターのエピソードで5番目に良いものとし、楽しく暗いと表現し、ドクターのキャラクターの成長を指摘した。
「火星の水」は「もうひとりのドクター」と「死の惑星」を破って2010年ヒューゴー賞映像部門短編部門を受賞した。